# Lijst van heren en vrouwen van Boxmeer

Door de schepenen van Boxmeer wordt vanaf het midden van de 14e eeuw een Bok in het zegel gevoerd.

De heerlijkheid Meer of Boxmeer wisselt door erfopvolging vaak van eigenaar en zes verschillende geslachten beheersen in de periode 1269-1797 de heerlijkheid (Box)Meer.

## Heren van Boxmeer
De heerlijkheid Boxmeer wordt achtereenvolgens bestuurd door de heren en vrouwen uit de geslachten van:
- Buch/Buc/Boc van Mere (1269-1361),
- Culemborg (1361-1472),
- Vertaing (1472-1479),[1]
- Egmond (1479-1505),[2]
- Bergh (1505-1712),
- Hohenzollern-Sigmaringen (1712-1797).

#### Dynastie Buch, Buc, Boc Van Mere (1269-1361)
- 1269-1361 heren Jan Buch, Buc, Boc van Mere De tot nu toe oudst bekende elkaar opvolgende heren uit het geslacht Buch, Buc of Boc van Mere heten allen Jan Boc van Mere.[3] Jan Jan Boc I van Mere (ca. 1269- ca.1283) is de eerste heer in de heerlijkheid Meer. In de periode 1269 tot 1365 is in documenten steeds sprake van Jan Boc/Buc van Mere. In 1283 wordt aan Jan I Boc van Mere de hoge rechtsmacht verleend. De bronnen zijn niet eenduidig hoeveel heren Jan Boc van Mere in Boxmeer tussen 1269 en 1361 hebben geregeerd. De heerlijkheid Boxmeer maakt vanaf die tijd geen deel uit van Brabant maar van Gelre. De naam van het dorp Boxmeer is in die tijd “Meer of Mere”. Op basis van archiefgegevens wordt nu uitgegaan van vier generaties Jan Boc van Meer:
- Jan Boc I (1269-ca.1283),
- Jan Boc II (1283-ca.1307),
- Jan Boc III (ca.1307-ca.1335),
- Jan Boc IV (ca.1335-ca.1361).

#### Dynastie Van Culemborg (1361-1479)
- 1361-1385 Peter van Culemborg. Na meerdere heren Jan Boc van Mere treedt Peter van Culemborg in 1361 aan als heer van Mere. Hij trouwt op 18 januari 1361 met Johanna/Jenne Boc van Meere, dochter van de laatste Jan Buc de Mere. Zij krijgen een zoon Hubrecht die hen in 1385 opvolgt.
- 1385-1449 Hubrecht van Culemborg. In 1391 trouwde Hubrecht met Isabella van Pietersheim. Hubrecht overlijdt op 1 februari 1449 .
- 1450-1451 Henrick van Culemborg, heer van Meer en stadhouder van de hertog van Gelre.
- 1451-1472 Johan van Culemborg volgt zijn vader Hubert van Culemborg als heer van Mere op. Hendrik van Culemborg trouwt met Cristine of Styne in 1449. Cristine verwerft in 1476 het levenslang vruchtgebruik van Boxmeer. Johan van Culemborg is beleend met Boxmeer door zijn broer Hubert van Culemborg. Johan van Culemborg trouwt met Anna van Hamal van Elderen en zij krijgen een kind Margriet van Meer genaamd, dat in 1472 Boxmeer verwerft.

#### Dynastie Vertaing (1472-1479)
- 1472-1479 Pieter van Vertaing trouwt met de erfdochter Margaretha/Margriet van Culemborg/Margriet van Meer dochter van Johan van Culemborg en wordt in 1472 heer van Mere. Peter Vertaing sneuvelt in 1479 te Heerewaarden, in een gevecht tussen Brabant en Gelre, en Margriet blijft kinderloos achter.
- 1472-1479 Margriet van Culemborg verwerft in 1472 bij het overlijden van haar vader Johan van Culemborg de heerlijkheid Meer en zij huwt later 1479 met Willem van Egmond, toen heer van Haps.

#### Dynastie Egmond (1479-1505)
- 1479-1494 Willem van Egmond jr. (-1494) was een neef van de Hertog van Gelre en heer van Haps. Hij trouwde met erfdochter Margriet van Culemborg. Uit hun huwelijk wordt Anne van Egmond geboren. Willem van Egmond is samen met zijn broer Frederik van Egmont (ca. 1440-1521) heer van IJsselstein, Buren en het land van Cranendonck.
- 1494-1505 Margriet van Culemborg noemt zich in 1501 Vrowe tot Bockmer ind van Haeps. Haar dochter Anna van Egmond erfdochter van de overleden Willem van Egmond is nog minderjarig.

#### Dynastie Van den Bergh (1505-1712)
- 1506-1511 Willem III van den Bergh (1468-1511). Anne van Egmond dochter van Willem van Egmond en Margriet van Culemborg huwt in 1506 met graaf Willem III van den Bergh. Margriet van Culemborg is een rijke erfgenaam en is onder meer vrouwe van Boxmeer, Sambeek, Spalbeek, Stevensweert en Ochten en Vrynenstein bij Driel en van gronden in de Overbetuwe en de Veluwe. Anna van Egmond treedt in 1505 als eigenaresse van de ouderlijke nalatenschap op. Willem III, graaf van den Bergh, (1468-1511) verkrijgt in 1506 Boxmeer, uit hun huwelijk wordt in 1508 graaf Oswald II van den Bergh geboren. Graaf Willem III overlijdt in 1511 en graaf Oswald is drie jaar.
- 1511-1517 Anne van Egmond (1488-1517). Anne hertrouwt in 1512 tegen de wil van het huis Van den Bergh met Filips van Vernenburg. De situatie in Boxmeer is bij de dood van Anna van Egmond in 1517 niet duidelijk. Na de dood van Anna van Egmond zijn er twee beleningen gedaan in 1517 een ten gunste van graaf Jan van Vernenburg de andere ten gunste van haar zoon Graaf Oswald II van den Bergh.
- 1517-1533 Philips Vernenburg. Er volgen procedures omtrent de opvolging van de heerschappij over Boxmeer voor de Boxmeerse schepenenbank in 1527 die duren tot 1545. Keizer Karel V beleent Boxmeer in 1523 aan Philips Vernenburg. In 1533 verkoopt Philips Vernenburg - de stiefvader van graaf Oswald van den Bergh - Boxmeer aan Karel V. Het geheel van Boxmeer en Haps werd daarna door Karel V in 1533 ter beschikking gesteld van Graaf Floris van Egmond.
- 1533-1545 Graaf Floris van Egmond (ca. 1470-1539) en Maximiliaan van Egmond (1509-1548). Maximiliaan van Egmond verkoopt Boxmeer in 1545 aan Oswald II van den Bergh.
- 1545-1546 Graaf Oswald II van den Bergh (1508-1546). Oswald sterft in 1546.
- 1546-1575 Graaf Willem IV van den Bergh (1537-1586) erft Boxmeer in 1546 van zijn vader Oswald op jonge leeftijd. In 1552 beleent hij zich met Boxmeer en huwt in 1556 met Maria van Nassau (1539-1599), zus van Willem van Oranje. In 1568 vlucht graaf Willem IV in ballingschap uit Boxmeer en ontstaat er een onzekere situatie over de macht in Boxmeer. In 1572 wordt het Kasteel van Boxmeer door Alva verwoest.
- 1575-1577 Graaf Frederik van den Bergh, (de Oude, ..-1597). In 1575 neemt Frederik van den Bergh, broer van Willem IV, de ruïnes van het Kasteel Boxmeer in bezit. Frederik van den Bergh I (1559-1618) is heer in de plaats Meer.
- 1577-1586 Graaf Willem IV van den Bergh neemt het kasteel van Boxmeer in 1577 in en is heer van Meer. Willem IV sterft in 1586 en Boxmeer gaat over op Maria van den Bergh van Nassau.
- 1586-1599 Maria van Nassau (1539-1599) (1539-1599). Maria van Nassau gravin van den Bergh is gehuwd met Willem IV en sterft in 1599.
- 1599/1600-1618 Frederik II van den Bergh (de Jonge, 1559-1618) is na de dood van zijn moeder heer in de plaats Meer, Haps en Half-Sambeek. Boxmeer is in deze periode wisselend Spaans en Staats bezit.
- 1599-1609 Anna van den Bergh voert het bewind over Boxmeer voor haar broer Frederik II die vaak ten strijde trok onder meer tegen prins Maurits.
- 1609-1618 In 1601 huwt Frederik II van den Bergh met Francisca de Ravenelles de Ratigny (1583-1629). Francisca zet het bewind over Boxmeer voort tot 1627. Haar zoon Albert nam toen het bestuur over.
- 1618-1656 Albert van den Bergh (1607-1656), zoon van Francisca is heer in de plaats Meer. Albert overlijdt in 1656.
- 1656-1689 Madeleine de Cusance (-1689), de tweede vrouw van graaf Albert van den Bergh is tussen 1656-1673 vrouwe in de plaats Meer in naam voor haar zoon Oswald van den Bergh (1646-1712) en tussen 1680-1689 is zij heer in de plaats Meer voor Willem Leopold van den Bergh. Tot aan haar dood behoudt zij het vruchtgebruik over de erfenis.

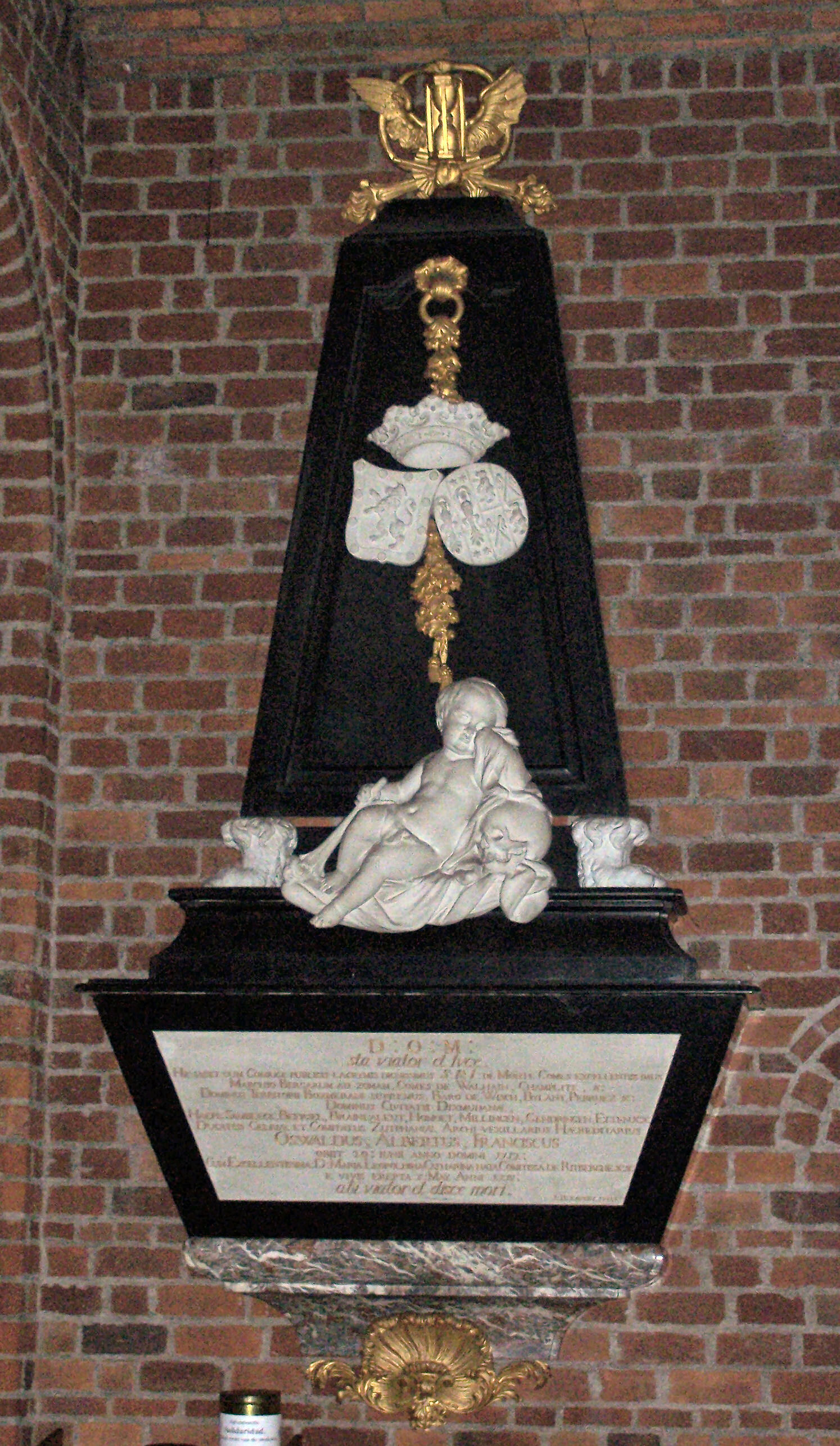
Het grafmonument van Graaf Oswald III van den Bergh en zijn gemalin in de Basiliek te Boxmeer.

- 1689-1712 Graaf Oswald III van den Bergh (1646-1712) is heer in de plaats Bocmeer 1673-1689-1712. Zijn gemalin is Maria Leopoldina Catharina gravin van Oost-Friesland-Rietberg(-1718). Op 19 juni 1712 overlijdt Oswald kinderloos en benoemt zijn zus Maria Clara van den Bergh (1644-1715), gehuwd met Maximilian Hohenzollern-Sigmaringen (1636-1689), tot algehele erfgenaam van Boxmeer, St. Anthonis en Half-Sambeek. Die rechten dient zij af te staan ten gunste van haar kleinzoon Franz Wilhelm graaf van den Bergh-Hohenzollern. Tot 1718 behoudt de weduwe van Oswald III, Maria Leopoldina het vruchtgebruik. Met Oswald III en Maria Leopoldina sterft het regerend huis Van den Bergh in Boxmeer uit.

#### Dynastie Hohenzollern-Sigmaringen (1712-1797)
Erfgenaam van de vrije heerlijkheid Boxmeer wordt Frans Willem van den Bergh-Hohenzollern (1704-1737). Als vader en voogd presenteert zich Meinrad (Carl Anton) vorst van Hohenzollern (1673-1715) en graaf tot Hohenzollern-Sigmaringen en Haigerloch. Frans-Willem is een achterneef van Graaf Oswald III van den Bergh.
- 1712-1718 Maria Clara van den Bergh-van Hohenzollern (1644-1715) is vrouwe in de plaats Boxmeer. In 1712 komt het graafschap Gelre via vererving in handen van Maria Clara van den Bergh, die het graafschap en Boxmeer in beheer kreeg voor haar kleinzoon Frans-Willem. Maria Clara van den Bergh is gehuwd met Maximiliaan van Hohenzollern. Hun zoon is Meinrad/Mainhard vorst van Hohenzollern. Gravin Maria Leopoldina Catharina gravin van Oost-Friesland-Rietberg (..-1718) zorgt voor graaf Frans Wilhelm en heeft de voogdij tot aan haar dood in 1718.
- 1718-1737 Frans Wilhelm van den Bergh-Hohenzollern-Sigmaringen (1704-1737) is heer in de plaats Boxmeer 1718-1737, hij huwt in 1724 met Maria Truchsess von Waldburg Zeil, gravin-douairière tot den Bergh-Hohenzollern (1702-1739).

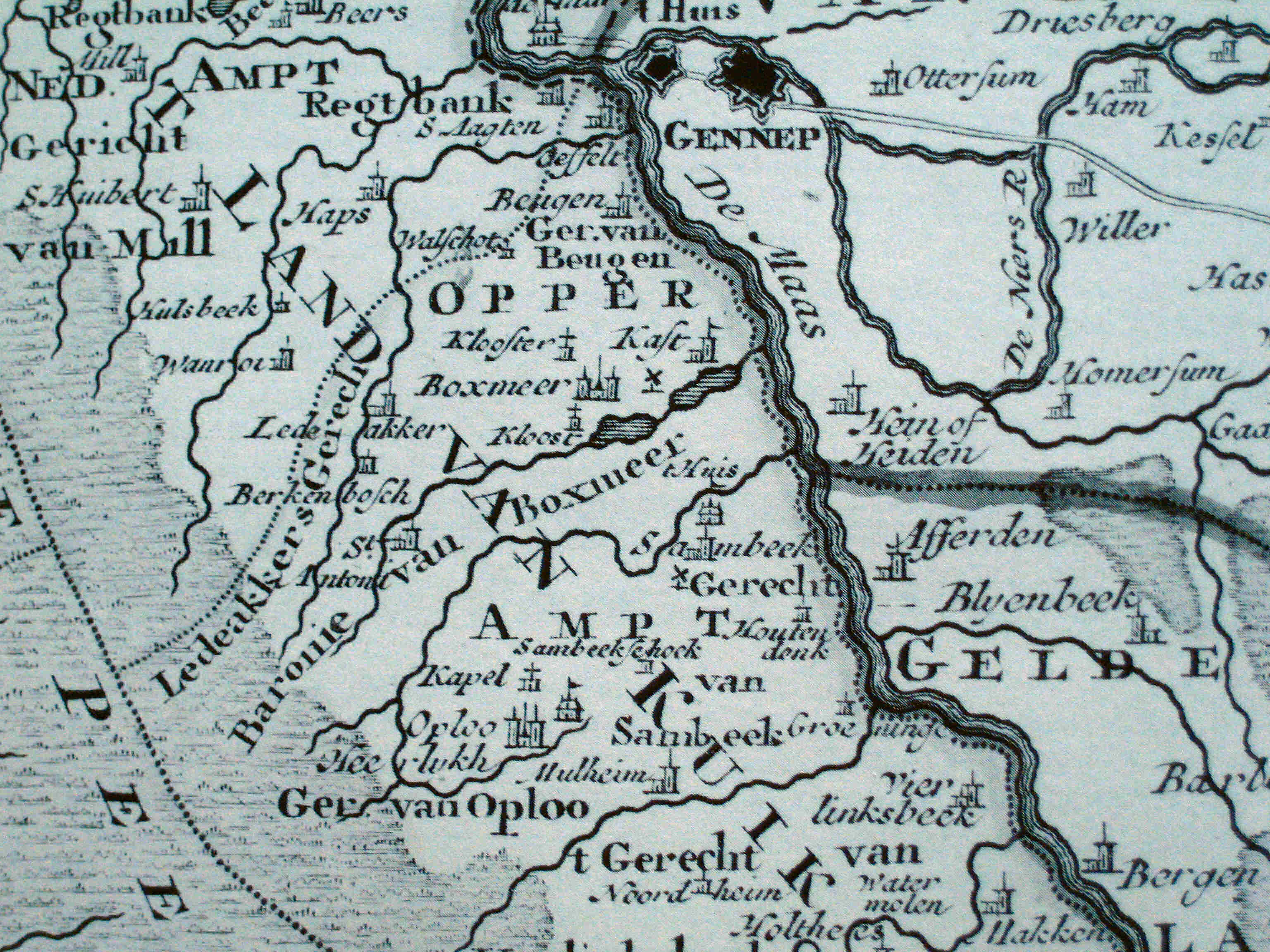
Boxmeer (1741)

- 1737-1757 Johan Baptist von Hohenzollern-Sigmaringen (1728-1781), zoon van Frans Wilhelm, is heer in de plaats Boxmeer en huwt in 1747 Maria Benonia, gravin Laderani van Lodron van Portugal (..-1758). In september 1750 tot 1758 staat Johann Baptist onder druk om de regering over Boxmeer over te dragen aan zijn zus Douairière gravin Johanna Josepha Antonia van den Bergh en haar man Karel Frederik.
- 1757-1787 Johanna Josepha Antonia van den Bergh (1727-1787) en Karel Frederik van Hohenzollern-Sigmaringen (1724-1785).
- 1787-1797 Graaf Anton Alois van Hohenzollern-Sigmaringen (1762-1831) is de laatste heer in de opvolging van zijn moeder Johanna Josepha Antonia van den Bergh in Boxmeer. Het domein wordt door de Fransen in 1797 verbeurd verklaard en de Hohenzollerns krijgen in 1803 daarvoor een schadeloosstelling.[4]

#### Latere eigenaren van het kasteel
- 1806-1844 Het kasteel wordt verkocht aan Leopold Frans Jan Jacob van Sasse van Ysselt, die in 1816 in de Nederlandse adelstand werd verheven. Hij was lid van het Wetgevend Lichaam en van de Tweede Kamer der Staten-Generaal onder Lodewijk Napoleon. Hij was gehuwd met Henrica Hacfort tot Oosterholt en overleed in 1844.
- 1844-1853 Louis Jan Baptist van Sasse van Ysselt, zoon van Leopold Frans, lid van de Tweede Kamer en later van de Eerste Kamer.
- 1853-1877 Het kasteel wordt verkocht aan Pieter Keer, gemeenteraadslid van Amsterdam en voogd van Catharinus van Spengler, die echter spoedig overleed, waarna erfgename Catharina van Spengler het kasteel verkreeg.
- 1877-1897 Alphonse Marie Sassen, lid van de Eerste Kamer en rechter te Breda, die het kasteel door koop verwierf.
- 1897-heden De zusters van Julie Postel.[5] kopen in januari 1897 het kasteel van de parochie St. Petrus te Boxmeer die het kasteel met aanhorigheden op 13 januari 1897 had gekocht van Alphonse Marie Sassen. Het kasteel kreeg de functie van ziekenhuis, later van verpleeghuis.